# Безенчукский район
Безенчу́кский райо́н — административно-территориальная единица (район) и муниципальное образование (муниципальный район) на западе Самарской области России.
Административный центр — посёлок городского типа Безенчук.

## География
Район расположен в центральной части Самарской области. Протяжённость с севера на юг составляет 54 км, с запада на восток 63 км. Район граничит на востоке и юго-востоке с Волжским и Красноармейским, на севере с Сызранским и Ставропольским, на юге с Хворостянским, на западе — с Приволжским районами.
Его название произошло от местной реки Безенчук, что на чувашском языке означает «место, где растут колючки».
Площадь территории — 1988,8 кв. км.
По физико-географическим условиям территория района относится к степной зоне левобережья реки Волга и  находится в пределах умеренного климатического пояса. Тип климата — умеренно континентальный. Для него характерны холодная малоснежная зима, короткие весна и осень, жаркое сухое лето. На территории района нередки поздние весенние и ранние осенние заморозки. Климат типичен для регионов с пониженным увлажнением.

## История
Посёлок был образован в 1866 году одновременно со строительством железной дороги в Среднем Поволжье. Строительных посёлков было сотни, и на каждом ставились своя станция и свой посёлок рабочих. Одним из таких поселков и был Безенчук (сначала поселок Путейцев).
В 1903 году в Безенчуке была организована опытная станция по выращиванию зерновых культур. В Безенчуке была своя гимназия, хлебные заводы, мельницы. Безенчукское пиво поставлялось за рубеж, во Францию. Качество пива было высоким из-за местной воды, которую брали из глубоких скважин.
Район образован в 1935 году: 10 февраля 1935 года на заседании Президиума ВЦИК была утверждена новая районная сеть Средне-Волжского края и Мордовской АССР. Было образовано 87 районов, в том числе и Безенчукский.
30 июня 1960 года к Безенчукскому району была присоединена часть территории упразднённого Чапаевского района.

## Население
| 2002    | 2008    | 2010    | 2011    | 2012    | 2013    | 2014    | 2015    | 2016    |
| ------- | ------- | ------- | ------- | ------- | ------- | ------- | ------- | ------- |
| 43 571  | ↘40 432 | ↗42 095 | ↘41 994 | ↘41 426 | ↘41 067 | ↘40 863 | ↘40 569 | ↘40 286 |
| 2017    | 2018    | 2019    | 2020    | 2021    |         |         |         |         |
| ↘40 152 | ↘39 774 | ↘39 283 | ↘38 938 | ↘37 479 |         |         |         |         |

### Урбанизация
В городских условиях (пгт Безенчук и Осинки) проживают  62,37 % населения района.

## Муниципально-территориальное устройство
В муниципальный район Безенчукский входят 12 муниципальных образований, в том числе 2 городских поселения и 10 сельских поселений:
| №  | Муниципальное образование       | Административный центр         | Количество населённых пунктов | Население | Площадь, км2 |
| -- | ------------------------------- | ------------------------------ | ----------------------------- | --------- | ------------ |
| 1  | городское поселение Безенчук    | пгт Безенчук                   | 5                             | ↘20 927   | 85,33        |
| 2  | городское поселение Осинки      | пгт Осинки                     | 4                             | ↘3324     | 135,60       |
| 3  | сельское поселение Васильевка   | село Васильевка                | 2                             | ↗1066     | 119,29       |
| 4  | сельское поселение Екатериновка | село Екатериновка              | 9                             | ↘2232     | 534,32       |
| 5  | сельское поселение Звезда       | железнодорожная станция Звезда | 3                             | ↗2011     | 83,99        |
| 6  | сельское поселение Купино       | село Купино                    | 4                             | ↘1385     | 107,26       |
| 7  | сельское поселение Натальино    | село Натальино                 | 5                             | ↘915      | 225,89       |
| 8  | сельское поселение Ольгино      | село Ольгино                   | 3                             | ↗1606     | 119,46       |
| 9  | сельское поселение Переволоки   | село Переволоки                | 4                             | ↗1183     | 116,12       |
| 10 | сельское поселение Песочное     | село Песочное                  | 3                             | ↘827      | 141,63       |
| 11 | сельское поселение Преполовенка | село Преполовенка              | 4                             | ↗1039     | 136,40       |
| 12 | сельское поселение Прибой       | посёлок Прибой                 | 5                             | ↘964      | 118,06       |

Законом Самарской области от 30 апреля 2015 года № 38-ГД, сельские поселения Ольгино и Макарьевка преобразованы, путём их объединения, в сельское поселение Ольгино с административным центром в селе Ольгино.

### Населённые пункты
В Безенчукском районе 51 населённый пункт.
| №  | Населённый пункт | Тип                     | Население | Муниципальное образование       |
| -- | ---------------- | ----------------------- | --------- | ------------------------------- |
| 1  | 1004 км          | железнодорожная будка   | →0        | сельское поселение Преполовенка |
| 2  | Александровка    | село                    | ↗251      | сельское поселение Екатериновка |
| 3  | Башкирский       | железнодорожный разъезд | ↗30       | сельское поселение Васильевка   |
| 4  | Безенчук         | пгт                     | ↘20 516   | городское поселение Безенчук    |
| 5  | Васильевка       | село                    | ↘1082     | сельское поселение Васильевка   |
| 6  | Верхнепечерское  | село                    | ↘23       | сельское поселение Екатериновка |
| 7  | Владимировка     | село                    | ↗462      | сельское поселение Екатериновка |
| 8  | Власова Грива    | кордон                  | →0        | сельское поселение Екатериновка |
| 9  | Восток           | железнодорожный разъезд | →8        | городское поселение Безенчук    |
| 10 | Григорьевка      | деревня                 | →0        | сельское поселение Екатериновка |
| 11 | Дмитриевка       | деревня                 | ↗34       | городское поселение Безенчук    |
| 12 | Дружба           | посёлок                 | ↗88       | сельское поселение Переволоки   |
| 13 | Екатериновка     | село                    | ↗1760     | сельское поселение Екатериновка |
| 14 | Заволжский       | посёлок                 | ↗264      | сельское поселение Переволоки   |
| 15 | Залесье          | посёлок                 | ↗85       | сельское поселение Прибой       |
| 16 | Звезда           | железнодорожная станция | ↗1500     | сельское поселение Звезда       |
| 17 | Золотовский      | посёлок                 | →0        | сельское поселение Екатериновка |
| 18 | Иоганесфельд     | село                    | ↗152      | сельское поселение Ольгино      |
| 19 | Калиновка        | село                    | →3        | сельское поселение Натальино    |
| 20 | Кануевка         | село                    | ↘407      | сельское поселение Екатериновка |
| 21 | Красносёлки      | деревня                 | ↗388      | сельское поселение Переволоки   |
| 22 | Купино           | село                    | ↘913      | сельское поселение Купино       |
| 23 | Макарьевка       | село                    | ↗234      | сельское поселение Ольгино      |
| 24 | Мыльная          | железнодорожная станция | ↘372      | сельское поселение Преполовенка |
| 25 | Натальино        | село                    | ↘874      | сельское поселение Натальино    |
| 26 | Нижнеоброчено    | село                    | →2        | сельское поселение Натальино    |
| 27 | Никольское       | село                    | ↘546      | сельское поселение Купино       |
| 28 | Новокиевка       | деревня                 | ↘15       | сельское поселение Купино       |
| 29 | Новомихайловка   | село                    | ↘195      | сельское поселение Песочное     |
| 30 | Новонатальино    | село                    | ↗89       | сельское поселение Натальино    |
| 31 | Новооренбургский | посёлок                 | ↘87       | городское поселение Безенчук    |
| 32 | Ольгино          | село                    | ↘1470     | сельское поселение Ольгино      |
| 33 | Осинки           | пгт                     | ↘2858     | городское поселение Осинки      |
| 34 | Переволоки       | село                    | ↘581      | сельское поселение Переволоки   |
| 35 | Песочное         | село                    | ↗957      | сельское поселение Песочное     |
| 36 | Плодосовхоз      | посёлок                 | ↗20       | сельское поселение Екатериновка |
| 37 | Победа           | посёлок                 | →0        | сельское поселение Прибой       |
| 38 | Покровка         | село                    | ↘340      | сельское поселение Звезда       |
| 39 | Потуловка        | село                    | ↗206      | сельское поселение Натальино    |
| 40 | Преображенка     | село                    | ↗266      | городское поселение Осинки      |
| 41 | Преполовенка     | село                    | ↗819      | сельское поселение Преполовенка |
| 42 | Прибой           | посёлок                 | ↘762      | сельское поселение Прибой       |
| 43 | Привольный       | посёлок                 | ↗204      | городское поселение Осинки      |
| 44 | Разинский        | железнодорожный разъезд | ↗86       | городское поселение Осинки      |
| 45 | Рузановский      | посёлок                 | ↗238      | сельское поселение Прибой       |
| 46 | Сосновка         | посёлок                 | ↘285      | городское поселение Безенчук    |
| 47 | Сретенка         | деревня                 | ↘31       | сельское поселение Звезда       |
| 48 | Толстовка        | село                    | ↗67       | сельское поселение Купино       |
| 49 | Троицкое         | село                    | ↗173      | сельское поселение Прибой       |
| 50 | Широкополье      | железнодорожная станция | →0        | сельское поселение Песочное     |
| 51 | Экономия         | посёлок                 | →2        | сельское поселение Преполовенка |

Упразднённые населённые пункты:
- 2001 год — посёлок Дачный[22].

## Экономика
Основой экономики Безенчукского района является агропромышленный комплекс, наряду с которым функционируют и предприятия промышленности. На территории района действуют предприятия сельскохозяйственные, по переработке сельскохозяйственной продукции, пищевой и лесной промышленности, по производству стройматериалов, нефтедобывающие и по обслуживанию нефтедобычи, первичной переработки и транспортировки нефти и газа, объекты социально-бытового и коммунального обслуживания населения, а также объекты коммунальной структуры.
На территории Безенчукского района находится ГНУ «Самарский НИИСХ им. Тулайкова», известное далеко за пределами Поволжского региона РФ и даже за рубежом. Эта организация занимается селекцией и семеноводством полевых культур, выращиванием элитных семян и посадочного материала, разработкой современных технологий возделывания и уборки сельскохозяйственных культур.
В 1928 году был построен элеватор, организована МТС. Особенно бурно начал расти Безенчук после открытия промышленного месторождения нефти. В 1953 году в Безенчуке был построен поселок Нефтяников, здесь было организовано НГДУ.
На территории Безенчукского района имеются запасы полезных ископаемых: нефть, гипс и ангидриды, пресных подземных вод питьевого качества, формовочных песков, относящихся к разряду горнотехнического сырья, и керамзитовых глин.

## Здравоохранение
Безенчукский район обслуживает ГБУЗ Самарской области «Безенчукская центральная районная больница».

## Транспорт
В районе имеется разветвлённая сеть автомобильных дорог, железная дорога, трубопроводы с нефтегазопродукцией. Административный центр района – посёлок городского типа Безенчук, является крупным железнодорожным узлом, через который с запада на восток проходит железная дорога Москва-Самара, с севера – на юг Самара-Саратов. Общая протяженность автомобильных дорог с твёрдым покрытием в муниципальном районе Безенчукский составляет 259,6 км.
По территории муниципального района Безенчукский проходит железнодорожная магистраль «Москва-Рязань-Саранск-Самара-Уфа-Челябинск».
Движение электропоездов обеспечивает высокую надёжность взаимосвязей населённых мест, общее количество населения, которым доступно передвижения на электропоездах составляет более 28800 человек (63 % от общего количества населения района).
Протяжённость основного судового хода в границах м.р. Безенчукский составляет – 36,6 км. По р. Волге осуществляются транзитные грузовые и пассажирские перевозки, а также местные перевозки между портами Тольятти, Самара, Сызрань и приписанными к ним пристанями и остановочными пунктами. В пределах м.р. Безенчукский на левом берегу р. Волги существует пристань Екатериновка.
По территории м.р. Безенчукский с востока на запад проходит сеть магистральных трубопроводов
В 2017 году автопарк составил 23 единиц транспортных средств. Перевезено пассажиров 242 тыс. человек, пассажирооборот составил 1791 тыс. пасс/км.

## Археология и палеогенетика
Грунтовый могильник раннего энеолита Екатериновский мыс, расположенный на восточной окраине села Екатериновка при впадении реки Безенчук в Волгу и датируемый четвёртой четвертью 5 тыс. до н. э., сочетает в себе как мариупольские, так и хвалынские черты. Хронологически находится между Съезжинским и Хвалынскими могильниками. Костяки погребённых находились в положении вытянуто на спине, реже — скорченно на спине с согнутыми в коленях ногами. В погребении № 90 зафиксировано особое положение костяка — в позе полусидя с опорой локтями на дно ямы. Результаты анализа погребения позволяют наметить наиболее близкий круг аналогий в материалах Хвалынского I и Мурзихинского могильников. Все антропологические образцы из него были европеоидного типа, у которых определены Y-хромосомная гаплогруппа R1b и митохондриальные гаплогруппы U2, U4, U5. Керамический комплекс могильника Екатериновский мыс может быть отнесён к самарской культуре, но занимает более позднее положение, чем керамика могильника у села Съезжее, и более раннее положение, чем керамика ивановского этапа самарской культуры и керамика хвалынской культуры. Гончарные традиции населения, оставившего могильник Екатериновский мыс, возникли в недрах неолитической орловской культуры Нижнего Поволжья.